# Nasjonal Samling

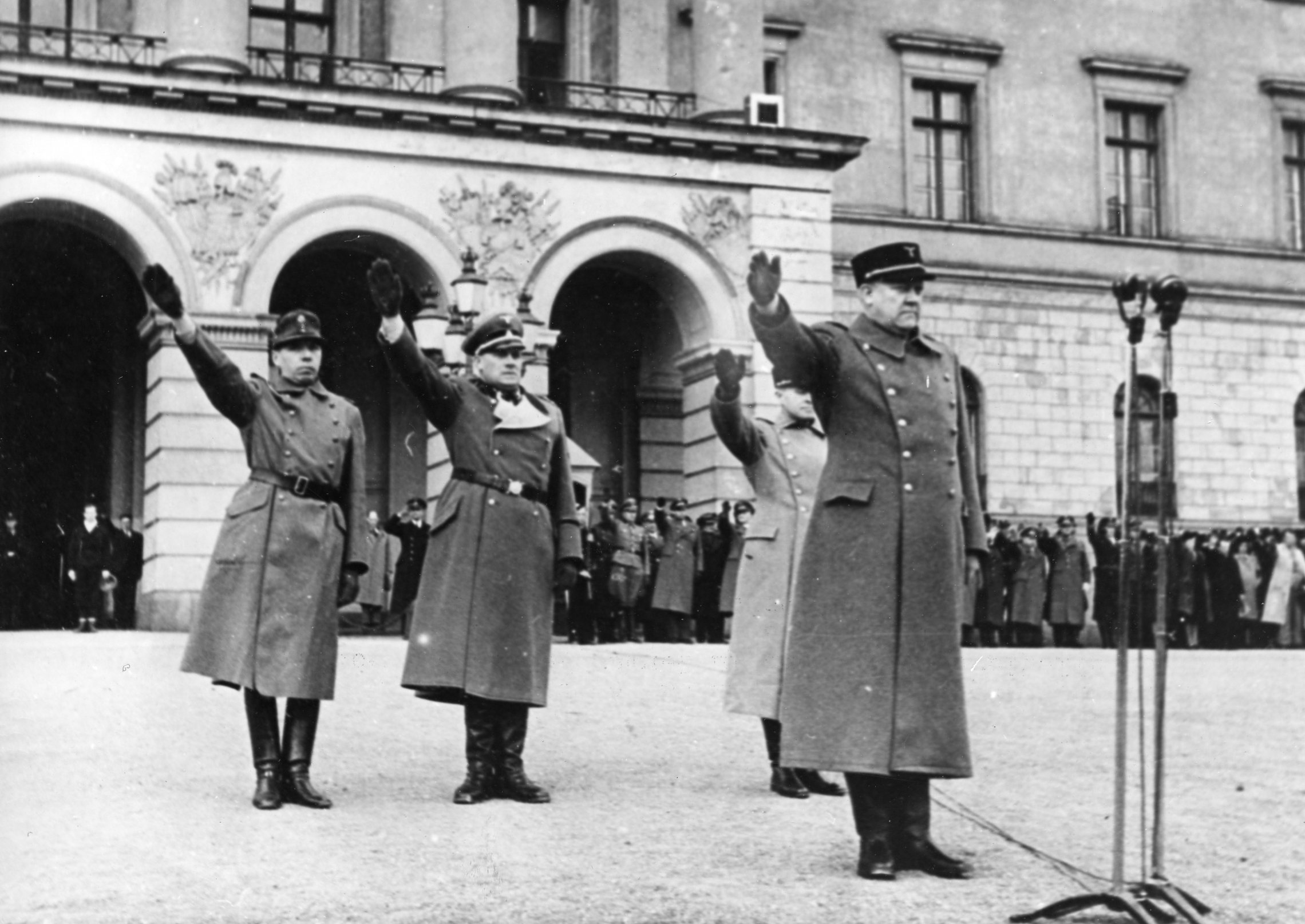
Hajlující členové strany

Nasjonal Samling (NS) (Národní shromáždění) byla norská fašistická strana ve 30. a 40. letech 20. století, založená 13. května 1933. U jejího zrodu stáli Vidkun Quisling a Johan Bernhard. Strana byla rozpuštěna roku 1945, měla asi 50 000 členů.